# Josef Hauke
Josef Hauke (* 1920 in Oberlindewiese, ČSR; † 2009 in Lauenau) war ein deutscher Bildhauer.

## Leben
Hauke absolvierte bei seinem Vater sowie in Brünn eine Holzschnitzerlehre. 1946 kam er als Vertriebener nach Niedersachsen und ließ sich im folgenden Jahr in Lauenau nieder, wo er mit seiner jungen Familie anfangs in großer Armut lebte. Bis zu seinem Tod wohnte und arbeitete er als selbstständiger Künstler in Lauenau. Seine Auftraggeber waren Kommunen und Privatpersonen sowie vor allem katholische Kirchengemeinden im Bistum Hildesheim. Seine bevorzugten Werkstoffe waren Mooreiche, Polyesterharz, Stein, Keramik und Bronze. 1980 war er Mitbegründer und mehrere Jahre lang Vorsitzender des Vereins Schaumburger Künstler.
Nach Haukes Tod wurde in Lauenau die Josef-Hauke-Stiftung gegründet, die das kulturelle Leben im Gemeindegebiet fördert.  Der Flecken Lauenau hat Josef Hauke einen Ausstellungsraum im örtlichen Gewerbepark gewidmet.

## Werke (Auswahl)
- in Kirchen:
  - St. Maria, Bad Fallingbostel
  - St. Bruder Konrad (Hannover)

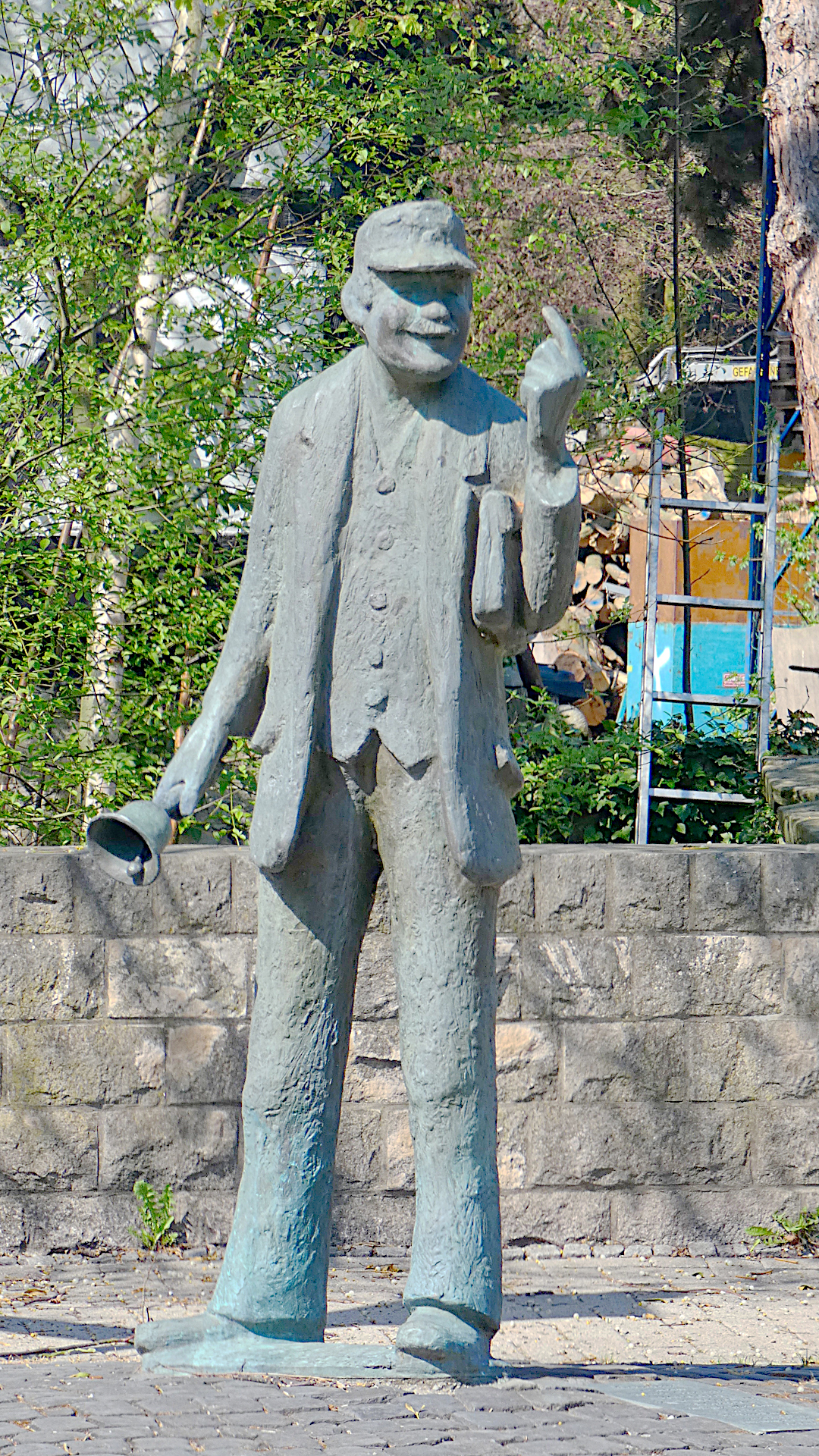
Lauenauer Fleckendiener

  - St. Joseph, Stadthagen: Marien-Darstellung
  - St. Petrus Canisius (Hohnhorst)
  - St. Markus (Lauenau): Kruzifix, Marienfigur, Fenster, Altar, Ambo, Kreuzweg
  - Mariä Himmelfahrt (Rodenberg)
  - Unbefleckte Empfängnis Mariä (Velpke): Altar, Ambo, Christusdarstellung
  - St. Christophorus (Wolfsburg): Christusstatue von 1972, ursprünglich in St. Heinrich (Wolfsburg)

- im öffentlichen Raum:
  - Frau mit Ziege, Bad Nenndorf
  - Fleckendiener, Lauenau[5]
  - Gerberbottich, Akazienreiher und Bergmannsdenkmal, Lauenau-Feggendorf
  - Nachtwächter, Rinteln